# 7456 Дорессундірам
7456 Дорессундірам  (7456 Doressoundiram) — астероїд головного поясу, відкритий 17 липня 1982 року.
Тіссеранів параметр щодо Юпітера — 3,295.